# Elvir Maloku
Elvir Maloku (Rijeka, 14. svibnja 1996.) albansko-hrvatski je nogometaš koji igra na poziciji napadača. Trenutačno igra za ciparski klub PAEEK.
U Hajduk dolazi iz Rijeke, gdje svoj prvi nastup za bile ima 28. kolovoza 2013., protiv Lokomotive ušavši ko zamjena Maglici u 83. minuti da bi već u 86, odigrao dupli pas, ušao sam u kazneni prostor i iskosa pucao uz vratnicu, nakon čega dobiva prvi aplauz od Torcide; Lokomotiva - Hajduk 1:3. Svoj prvi prvenstveni gol za Hajduk dao je 25. listopada 2014., u 85. min. Hajduk - Lokomotiva 2:2. Dva gola zabio je na kup utakmicama i jedan prijateljski. U lipnju 2015. godine je Maloku izjavio kako je prihvatio poziv Albanskog nogometnog saveza da nastupa za albansku nogometnu reprezentaciju. U srpnju 2016. godine je potpisao četverogodišnji ugovor sa španjolskim Gimnàsticom. U siječnju 2017. je Maloku poslan na posudbu u ciparsku AEK Larnacu.
Statistika u Hajduku
| Natjecanje        | Nastupi | Zgoditci |
| ----------------- | ------- | -------- |
| Prvenstvo         | 42      | 4        |
| Kup               | 8       | 3        |
| Superkup          | 0       | 0        |
| Međunarodne       | 11      | 0        |
| Splitski podsavez | 0       | 0        |
| Ukupno            | 61      | 7        |
| Prijateljske      | 18      | 2        |
| Sveukupno         | 79      | 9        |

## Vanjske poveznice
- Profil na Transfermarktu
- Profil na Soccerwayu